# ДП «Побєда»
Державне  підприємство «Побєда» створене  27 квітня 1957 року  як спеціалізоване господарство по вирощуванню лікарських рослин шляхом приєднання двох  колгоспів «Новий шлях» і ім. Молотова, а також радгоспу «Побєда» Київського тресту м'ясо-молочної промисловості УРСР.

## Історія
«Побєда» займає чільні позиції серед сільгоспвиробників району та області.[джерело?]
Колектив господарства неодноразово відзначався-Дипломами всеукраїнського конкурсу «Суспільне визнання»,  Головного управління пенсійного фонду України «Почесний страхувальник 2007 року» та багатьма іншими винагородами.
ДП «Побєда» складається з трьох структурно відокремлених відділків, землі яких розташовані  навколо міста Білопілля. На підприємстві працює 250 чоловік. Середньомісячна зарплата 1 працюючого в 2008 році – 1100 грн. З 2002 року господарством керує Ковальов Сергій Іванович.
В користуванні господарства 3750 га  земельних угідь, з них ріллі – 2730 га. В структурі посівних площ 50% займають зернові , 15-20% - лікарські, до 30% - кормові культури.
Господарство багатогалузеве, виробництво зконцентровано на вирощуванні зернових і лікарських культур у рослинництві, молока і м'яса у тваринництві, виробництві хліба, хлібобулочних виробів, напівфабрикатів.
Із зернових культур вирощуються озима пшениця, ячмінь, овес, гречка, кукурудза. У 2008 році валовий збір зернових культур склав більше 6 тис.тонн при середній врожайності 43,5 цнт/га. 200 га щорічно займають посіви сої. Кормових культур заготовлюється не менше 40 цнт кормових одиниць на умовну голову.
З лікарських, в основному, вирощуються - валеріана, ехінацея, подорожник великий, собача кропива, розторопша. Головною лікарською культурою була і залишається валеріана. На загальнодержавному ринку по вирощуванню кореня валеріани за 1993 рік господарство займало монопольне становище. Сьогодні валеріана вирощується на площі  150 га, щорічно заготовляється  близько 100 тонн сухого кореня валеріани.
Суворе дотримання технологій вирощування і переробки лікарської рослинної сировини, контроль за її якістю дозволяє господарству виробляти конкурентоспроможну продукцію, яка має високий імідж в Україні та за її  межами. Протягом останніх трьох десятиріч господарство не отримало жодної рекламації та претензії на якість відправленої продукції. Слід також відмітити, що лікарська рослинна сировина вирощується екологічно безпечна, без використання ядохімікатів.        
Особлива увага в ДП «Побєда» приділяється розвитку галузі тваринництва. Поголів'я великої рогатої худоби становить 1100 голів  (з них 280 корів), яке розміщене на двох молочно-товарних фермах та фермі по відгодівлі молодняку. В останні три роки надій на фуражну корову становить більше 5000 кг молока. Так в 2007 році було надоєно 5130 кг, за 10 місяців 2008 року – 4434 кг.М'яса виробляється 130 тонн на рік.
У 2004 році на базі молочно-товарної ферми Білопільського відділку було створено племінний репродуктор по розведенню північно-східного молочного типу бурої худоби. Племінне поголів'я на цей час налічує 200 голів. Ведеться підготовка документів для проведення переатестації з метою присвоєння статусу племінного заводу в 2009 році. Господарство є постійним учасником обласних і державних сільськогосподарських виставок, де неодноразово нагороджувалось дипломами і відзнаками. Племінні тварини нашого господарства були визнані чемпіонами та лідерами бурих порід.
Для поліпшення якості продукції та зменшення енергоємності в 2006 році був введений в дію молокопровід АДМ-8 на 400 голів із доїльними апаратами  «Дуовак» фірми «DelAval».       
Окрім ВРХ  підприємство займається вирощуванням овець і свиней.  У цей час  в господарстві налічується 300 голів овець і  200 голів свиней.  
В останні роки наше господарство займається переробкою та реалізацією власної продукції – введені в дію пекарня, цех напівфабрикатів, відкриті магазини в усіх відділках господарства і на Білопільському ринку.       
Щорічно виробляється хліба і хлібобулочних виробів більше ніж 200 тонн, напівфабрикатів – до 15 тонн, товарообіг торгових точок становить більше 1 млн грн.
Одним із основних завдань господарства є оновлення  техніки, використання в виробництві ресурсо- та енергозберігаючих технологій. Так з 2003 року було придбано основних засобів на 4,6 млн грн. в тому числі – 3 трактори Т-150К, 6 тракторів МТЗ, 3 зернозбиральні комбайни, 2 силосозбиральні комбайни, грузопасасажирські автомобілі, ґрунтообробна техніка.
На сушильному комплексі замість газового обладнання використовуються більш економні теплогенератори на твердому паливі.
Базова стратегія підприємства на найближчі роки це зростання обсягів виробництва та продажу продукції, особливо лікарських культур і продукції переробки, зростання валового і чистого прибутку, подальше оновлення основних засобів.  Шляхом: встановлення жорсткого режиму контролю за всіма витратами підприємства, відмови від збиткових і неперспективних виробництв, впровадження нових високоврожайних сортів та розширення асортименту хлібобулочних виробів і напівфабрикатів. В тваринництві – подальша селекційна робота зі стадом великої рогатої худоби, створення племінного заводу, продаж племінного молодняка.